# Optometrista

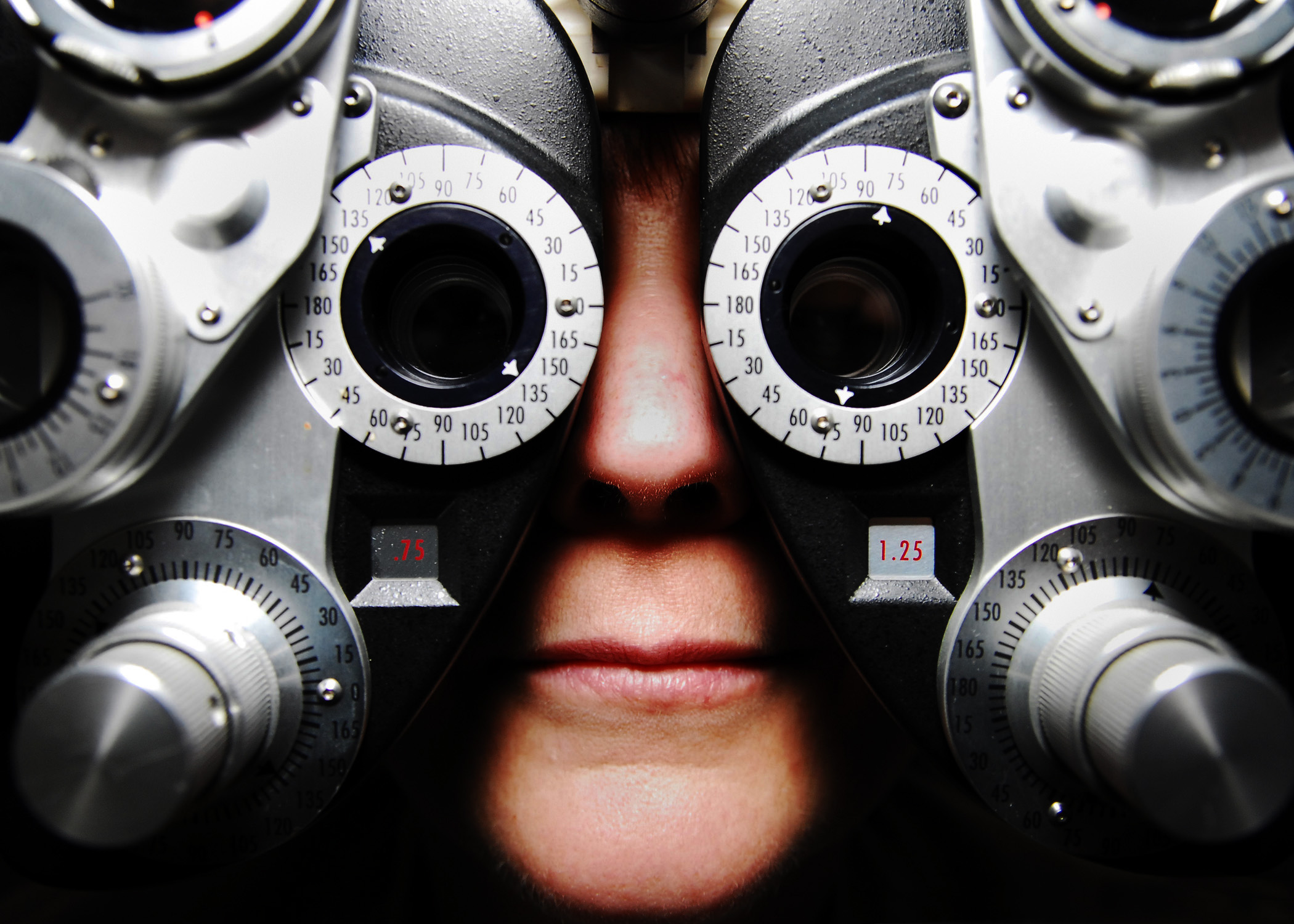

El optometrista es un profesional encargado de las actividades dirigidas a la detección de los defectos de la refracción ocular, a través de su medida instrumental, a la utilización de técnicas de reeducación, prevención e higiene visual, y a la adaptación, verificación y control de las ayudas ópticas. El optometra está formado y autorizado legalmente para la valoración funcional de los componentes acomodativos y refractivos del sistema visual. Está capacitado para compensar y tratar todas aquellas anomalías refractivas del paciente. En caso de sospechar cuadros patológicos en los ojos derivará al paciente al profesional más apropiado, generalmente un oftalmólogo.

## Funciones
El optometrista es el especialista en proporcionar lentes, gafas y anteojos para compensar la refracción del sujeto. Puede prescribir lentes adaptados a sus anteojos para las ayudas de baja visión (visión inferior a la normal) que ningún procedimiento quirúrgico podría remediar.

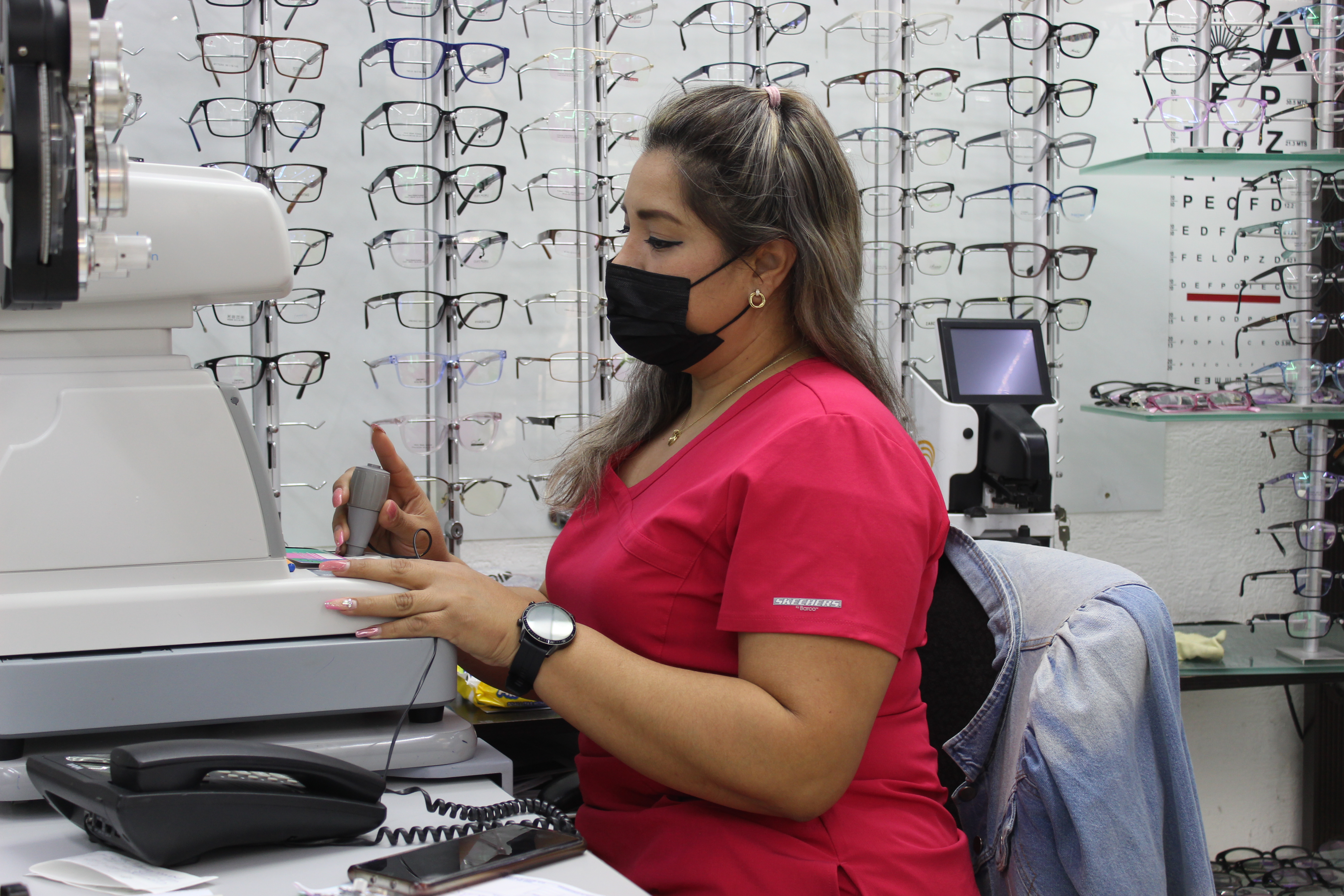
Optometrista en el norte de México.

Pueden estar formados en adaptación de lentes de contacto blandas o duras, como las lentes de contacto especiales para el tratamiento del queratocono, lentes de geometrías inversas para deformaciones corneales u ortoqueratología, siempre bajo supervisión de un médico oftalmólogo, que es el profesional a quién corresponde el cuidado de la salud ocular y visual del paciente.

## Titulación
La titulación del optometra difiere en cada país. En los países hispanohablantes suelen ser titulados universitarios, Diplomados o Licenciados. En México existen diferentes tipos de "optometras" desde los ópticos y optometristas empíricos. En España actualmente se ha implantado el plan de estudios Bolonia con una titulación universitaria de 4 años de formación, que constituye el título de Grado.